# Строменко, Василий Иоанникиевич
Василий Иоанникиевич Строменко (март 1880, Екатеринославская губерния — ноябрь 1937, Одесса) — украинский эсер-боевик, петлюровец, делегат Всероссийского учредительного собрания.

## Биография
Василий Строменко родился в марте 1880 года в селе Соленое Верхнеднепровского уезда (Екатеринославская губерния) в семье крестьянина Иоанникия (греч. Ἰωαννίκιος) Строменко. Окончив Строгановское училище, Василий поступил в Московский университет Шанявского. По окончании университета он начал работать художником.
В 1902 году Василий Строменко стал поднадзорным «охранки» как член Партии социалистов-революционеров (ПСР). 
В 1905  был руководителем Крестьянского союза в Екатеринославском уезде, за что в 1907 году привлекался к суду. Отбыл год в заключении в крепости. В 1912 году по решению суда Строменко был выслан из столицы. В тот период он подал несколько прошений властям, неоднократно назвавшись убежденным противником социализма и сторонником конституционной монархии.
В 1915 году Василий Строменко был призван в армию. В 1917 году он примкнул к украинским эсерам и стал председателем Екатеринославского губернского крестьянского съезда. Одновременно Строменко являлся председателем полкового комитета и депутатом Одесского Совета солдатских депутатов. Тогда же он был избран членом Всероссийского Учредительного собрания по Екатеринославскому избирательному округу от широкого политического блока в составе: Селянская спилка, Совет крестьянских депутатов, украинские эсеры и украинские социал-демократы (список № 5). В конце 1917 года Строменко организовал отряды вольного казачества и стал петлюровецем.
В советское время, в 1930-е годы, Василий Строменко преподавал в Одесском сельскохозяйственном институте. 1 ноября 1937 «тройкой» НКВД он был приговорен к расстрелу. Реабилитирован в 1957 году.